# Csaba Bernáth
Csaba Bernáth (Debrecen, 26 marzo 1979) è un ex calciatore ungherese, di ruolo difensore.

## Carriera

### Club
Prodotto delle giovanili del Debrecen, ha trascorso quasi l'intera carriera con gli ungheresi, giocando per molte stagioni nella massima serie locale. Dal 2003 al gennaio 2004 ha militato nei belgi dell'Anversa.

### Nazionale
Ha militato nelle nazionali giovanili ungheresi Under-18 ed Under-21.

## Statistiche

### Presenze e reti nei club
| Stagione        | Squadra         | Campionato      | Campionato | Campionato | Coppe nazionali | Coppe nazionali | Coppe nazionali | Coppe continentali | Coppe continentali | Coppe continentali | Altre coppe | Altre coppe | Altre coppe | Totale | Totale |
| Stagione        | Squadra         | Comp            | Pres       | Reti       | Comp            | Pres            | Reti            | Comp               | Pres               | Reti               | Comp        | Pres        | Reti        | Pres   | Reti   |
| --------------- | --------------- | --------------- | ---------- | ---------- | --------------- | --------------- | --------------- | ------------------ | ------------------ | ------------------ | ----------- | ----------- | ----------- | ------ | ------ |
| 1996-1997       | Debrecen        | NB1             | 4          | 0          | CU              | ?               | ?               |                    | -                  | -                  |             | -           | -           | 4      | 0      |
| 1997-1998       | Debrecen        | NB1             | 5          | 0          | CU              | ?               | ?               |                    | -                  | -                  |             | -           | -           | 5      | 0      |
| 1998-1999       | Debrecen        | NB1             | 9          | 0          | CU              | ?               | ?               |                    | -                  | -                  |             | -           | -           | 9      | 0      |
| 1999-2000       | Debrecen        | NB1             | 25         | 0          | CU              | ?               | ?               | CU                 | 1                  | 0                  |             | -           | -           | 26     | 0      |
| 2000-2001       | Debrecen        | NB1             | 0          | 0          | CU              | 1               | 0               |                    | -                  | -                  |             | -           | -           | 1      | 0      |
| 2001-2002       | Debrecen        | NB1             | 0          | 0          | CU              | ?               | ?               | CU                 | 4                  | 0                  |             | -           | -           | 4      | 0      |
| 2002-2003       | Debrecen        | NB1             | 0          | 0          | CU              | 1               | 0               |                    | -                  | -                  |             | -           | -           | 1      | 0      |
| 2003-gen. 2004  | Anversa         | D1              | 9          | 0          | CB              | 1               | 0               |                    | -                  | -                  |             | -           | -           | 10     | 0      |
| gen.-mag. 2004  | Debrecen        | NB1             | 3          | 0          | CU              | ?               | ?               | CU                 | 2                  | 0                  |             | -           | -           | 5      | 0      |
| 2004-2005       | Debrecen        | NB1             | 12         | 0          | CU              | ?               | ?               | Int                | 2                  | 0                  |             | -           | -           | 14     | 0      |
| 2005-2006       | Debrecen        | NB1             | 22         | 0          | CU              | ?               | ?               | UCL+CU             | 0+2                | 0                  | SU          | ?           | ?           | 24     | 0      |
| 2006-2007       | Debrecen        | NB1             | 24         | 0          | CU              | 1               | 0               | UCL                | 2                  | 0                  | SU          | ?           | ?           | 27     | 0      |
| 2007-2008       | Debrecen        | NB1             | 17         | 0          | CU+CdL          | 2+?             | 0+?             | UCL                | 2                  | 0                  | SU          | ?           | ?           | 21     | 0      |
| 2008-2009       | Debrecen        | NB1             | 27         | 0          | CU+CdL          | 1+?             | 0+?             | CU                 | 4                  | 0                  | SU          | ?           | ?           | 32     | 0      |
| 2009-2010       | Debrecen        | NB1             | 12         | 0          | CU+CdL          | 3+?             | 0+?             | UCL                | 5                  | 0                  | SU          | ?           | ?           | 20     | 0      |
| 2010-2011       | Debrecen        | NB1             | 12         | 0          | CU+CdL          | 2+?             | 0+?             | UCL+UEL            | 2+4                | 0                  | SU          | ?           | ?           | 18     | 0      |
| 2011-2012       | Debrecen        | NB1             | 2          | 0          | CU+CdL          | 2+?             | 0+?             |                    | -                  | -                  |             | -           | -           | 4      | 0      |
| 2012-2013       | Debrecen        | NB1             | 15         | 0          | CU+CdL          | 3+?             | 0+?             | UEL                | 0                  | 0                  | SU          | ?           | ?           | 18     | 0      |
| 2013-2014       | Debrecen        | NB1             | 1          | 0          | CU+CdL          | 3+?             | 0+?             |                    | -                  | -                  | SU          | ?           | ?           | 4      | 0      |
| Totale Debrecen | Totale Debrecen | Totale Debrecen | 190        | 0          |                 | 19              | 0               |                    | 30                 | 0                  |             | ?           | ?           | 239    | 0      |
| Totale carriera | Totale carriera | Totale carriera | 199        | 0          |                 | 20              | 0               |                    | 30                 | 0                  |             | ?           | ?           | 249    | 0      |

## Palmarès

### Club

#### Competizioni nazionali
- Campionato ungherese: 7

Debrecen: 2004-2005, 2005-2006, 2006-2007, 2008-2009, 2009-2010, 2011-2012, 2013-2014
- Coppa d'Ungheria: 6

Debrecen: 1998-1999, 2000-2001, 2007-2008, 2009-2010, 2011-2012, 2012-2013
- Supercoppa d'Ungheria: 5

Debrecen: 2005, 2006, 2007, 2009, 2010
- Coppa di Lega ungherese: 1

Debrecen: 2009-2010